# Santa Maria della Chiappella

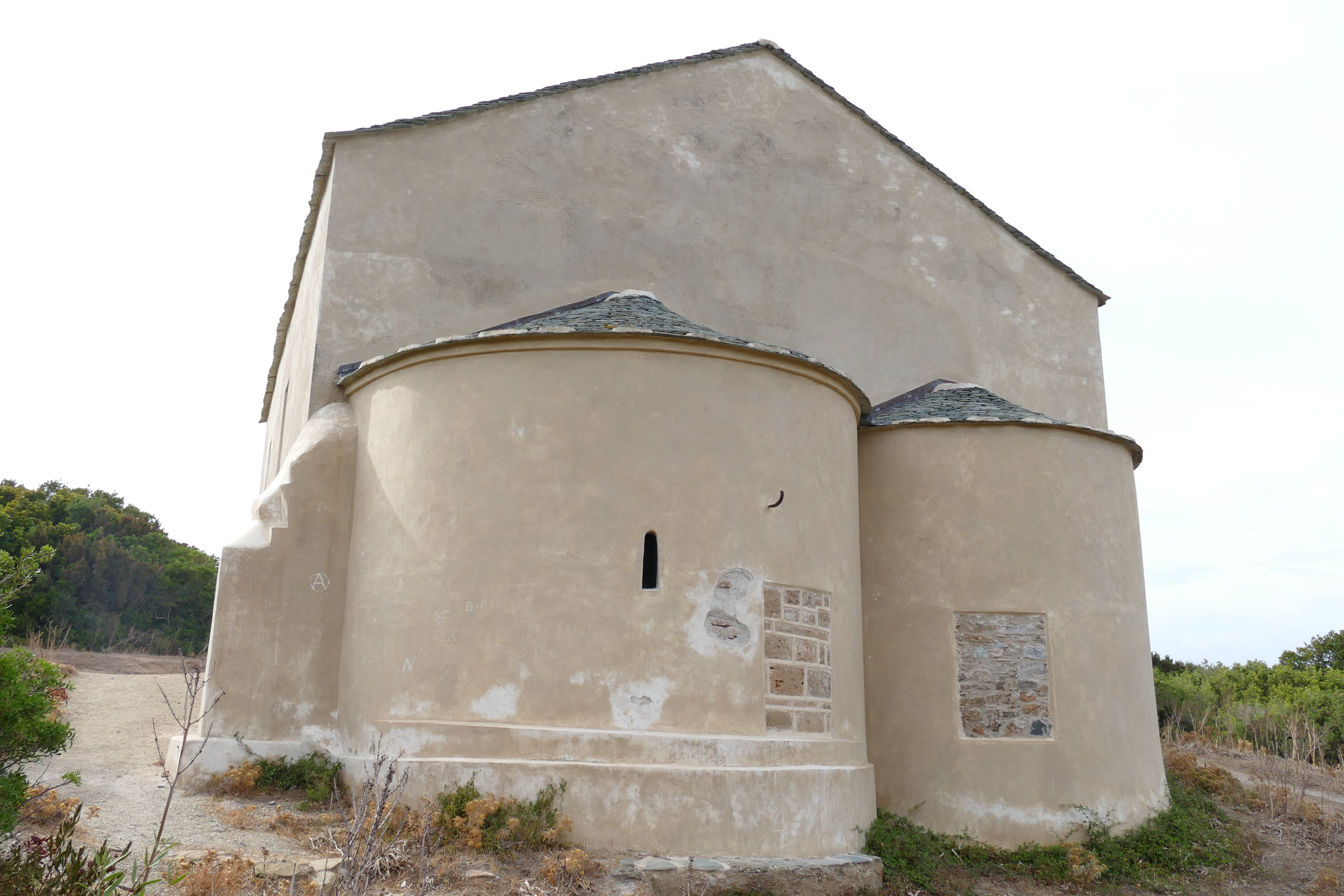
Santa Maria della Chiappella

Santa-Maria-della-Chiappella ist eine Kapelle im gleichnamigen Ort auf Korsika. Sie liegt in Küstennähe auf dem Cap Corse nördlich von Macinaggio im Gemeindegebiet von Rogliano (Département Haute-Corse), gegenüber den Iles Finocchiarola (Naturreservat).
Die zu einem nicht genau bestimmten Zeitpunkt auf vorromanischen Fundamenten errichtete, aber wiederholt im 11., 12. und 16. Jahrhundert erneuerte Kapelle besteht aus einem schmucklosen grauen hallenartigen Schiff und zwei unterschiedlich großen, nebeneinander liegenden Apsiden. Diese Bauweise ist auf Korsika selten, tritt aber ebenfalls bei der Kirche Santa Cristina bei Cervione und der Kirche Santa Mariona in Corte auf. Das Mauerwerk besteht aus Schiefergestein, das Dach ist mit Schieferschindeln belegt. Der Dachstuhl besteht aus Kastanienholz. Im 18. Jahrhundert wurde die Kapelle restauriert. Bei einer weiteren Restaurierung im Jahr 1970 wurden Wandmalereien aus dem 15. Jahrhundert entdeckt.

## Genueserturm
In der Nähe der Kapelle befindet sich ein halb verfallener Genueserturm.